# All That Jazz (альбом Елли Фіцджеральд)
All That Jazz (укр. «Весь цей джаз») — п'ятдесят четвертий і останній студійний альбом американської джазової співачки Елли Фіцджеральд, представлений у 1989 році лейблом Pablo Records. Дана платівки є збіркою джазових стандартів ери свінгу.
У 1959 році за цей альбом Елла Фіцджеральд отримала нагороду «Ґреммі» у номінації «Найкраще жіноче вокальне джаз-виконання».

## Список композицій
| #     | Назва                             | Автор слів        | Автор музики                | Тривалість |
| ----- | --------------------------------- | ----------------- | --------------------------- | ---------- |
| 1.    | «Dream a Little Dream of Me»      | Гас Кан           | Мілтон Адольфус             | 5:00       |
| 2.    | «My Last Affair»                  | Хейвен Джонсон    | Хейвен Джонсон              | 4:34       |
| 3.    | «Baby, Don’t You Quit Now»        | Джонні Мерсер     | Джиммі Роулз                | 5:09       |
| 4.    | «Oh! Look at Me Now»              | Джо Бушкін        | Джон Девріз                 | 5:10       |
| 5.    | «Jersey Bounce»                   | Бадді Фейн        | Тайні Бредшо, Едді Джонсон  | 3:44       |
| 6.    | «When Your Lover Has Gone»        | Ейнар Аарон Сван  | Ейнар Аарон Сван            | 5:00       |
| 7.    | «That Old Devil Called Love»      | Доріс Фішер       | Аллан Робертс               | 4:49       |
| 8.    | «All That Jazz»                   | Ел Стіллман       | Бенні Картер                | 4:04       |
| 9.    | «Just When We’re Falling in Love» | Боб Расселл       | Лакі Томпсон, Іллінойс Жаке | 5:24       |
| 10.   | «Good Morning Heartache»          | Нед Вашингтон     | Броніслав Капер             | 5:28       |
| 11.   | «Little Jazz»                     | Айрін Хіггінботам | Ервін Дрейк                 | 5:37       |
| 12.   | «The Nearness of You»             | Нед Вашингтон     | Хогі Кармайкл               | 7:09       |
| 61:08 |                                   |                   |                             |            |

## Учасники запису
- Елла Фіцджеральд — вокал
- Кенні Баррон, Майк Воффорд — фортепіано
- Рей Браун — контрабас
- Бенні Картер — саксофон
- Гаррі Едісон, Кларк Террі — труба
- Ел Грей — тромбон
- Боббі Дюрхем — ударні